# Premier gouvernement de Nouvelle-Calédonie
Nouvelle-Calédonie
2e Conseil exécutif
(indirectement) Gouvernement Frogier I
Le premier gouvernement de la Nouvelle-Calédonie formé après l'Accord de Nouméa, ou gouvernement Lèques, fut élu par le Congrès le 28 mai 1999 à la suite des élections provinciales du 9 mai 1999. Le gouvernement se réunit la première fois le jour de son élection pour élire le président et le vice-président. Le 2 juin, les secteurs de compétence sont répartis entre les 11 membres. Le gouvernement démissionnera le 19 mars 2001 à la suite des élections municipales : en effet, Jean Lèques, en raison du cumul des mandats, doit alors choisir entre son poste de président du gouvernement et de maire de Nouméa et préfère rester premier magistrat du chef-lieu.

## Gouvernement précédent
Aucun, premier gouvernement formé à la suite de l'adoption de la loi organique et de l'Accord de Nouméa

## Gouvernement suivant
Premier gouvernement Frogier

## Candidatures et élection[1]

### Listes
Les candidats indiqués en gras sont ceux membres du Congrès, élus en 1999. 

### Résultats
|                          | Liste                    | Votes | %    | Sièges au Gouvernement | Détail du vote                                                 |
| ------------------------ | ------------------------ | ----- | ---- | ---------------------- | -------------------------------------------------------------- |
|                          | RPCR-FCCI                | 32    | 64   | 7                      | 24 RPCR, 4 FCCI, 4 FN                                          |
|                          | FLNKS                    | 18    | 36   | 4                      | 17 FLNKS (7 Palika, 9 UC et 1 RDO), 1 LKS (Nidoïsh Naisseline) |
| Total                    | Total                    | 50    | 100  | 11                     | -                                                              |
| Bulletins blancs ou nuls | Bulletins blancs ou nuls | 3     | 5,66 | -                      | Les 3 élus de l'Alliance                                       |
| Abstenu                  | Abstenu                  | 1     | 1,85 | -                      | Charles Pidjot (FLNKS-UC) était absent, sans procuration       |

## Présidence et Vice-présidence
- Président : Jean Lèques
- Vice-président : Léopold Jorédié

## Composition

### MembresRPCR-FCCI
| Personnalité    | Parti | Secteurs de compétence                                                            | Autres fonctions                                                            | Profession                              | Commune - Province      |
| --------------- | ----- | --------------------------------------------------------------------------------- | --------------------------------------------------------------------------- | --------------------------------------- | ----------------------- |
| Jean Lèques     | RPCR  | Président                                                                         | Maire de Nouméa                                                             | Notaire                                 | Nouméa, Province Sud    |
| Léopold Jorédié | FCCI  | Vice-président Enseignement                                                       | Ex-président de la Province Nord (1989-1999) Ex-maire de Canala (1989-1995) | Rouleur sur mine Chef d'entreprise      | Canala, Province Nord   |
| Annie Beustes   | RPCR  | Affaires économiques Relations avec le CES                                        | -                                                                           | Administratrice de sociétés             | Nouméa, Province Sud    |
| Yves Magnier    | RPCR  | Budget - Finances Questions relatives à la Recherche Politique monétaire - crédit | Conseiller municipal du Mont-Dore                                           | Océanographe                            | Mont-Dore, Province Sud |
| Maurice Ponga   | RPCR  | Agriculture - Élevage                                                             | -                                                                           | Instituteur                             | Kouaoua, Province Nord  |
| Philippe Gomès  | RPCR  | Travail - Formation professionnelle Fonction publique                             | Maire de La Foa                                                             | Fonctionnaire territorial               | La Foa, Province Sud    |
| Pierre Maresca  | RPCR  | Transports - Communications Communication audiovisuelle                           | Ex-adjoint au maire de Nouméa (1989-1995)                                   | Fonctionnaire territorial - Journaliste | Nouméa, Province Sud    |

### MembresFLNKS
| Personnalité           | Parti  | Secteurs de compétence                                               | Autres fonctions | Profession                                        | Commune - Province         |
| ---------------------- | ------ | -------------------------------------------------------------------- | --- | ------------------------------------------------- | -------------------------- |
| Rock Wamytan           | UC     | Affaires coutumières Relations avec le Congrès et le Sénat coutumier | Conseiller municipal d'opposition du Mont-Dore Président du FLNKS Président de l'UC Grand-chef du Pont-des-Français | Fonctionnaire territorial                         | Mont-Dore, Province Sud    |
| Déwé Gorodey           | Palika | Culture - Jeunesse - Sports                                          | - | Enseignante, conteuse en langues kanak Écrivain   | Ponérihouen, Province Nord |
| Gérald Cortot          | UC     | Équipement                                                           | - | Professeur de l'enseignement professionnel        | Nouméa, Province Sud       |
| Aukusitino Manuohalalo | RDO    | Protection sociale - Santé                                           | - | Professeur de l'enseignement professionnel, maçon | Dumbéa, Province Sud       |